# Dallas (serie de televisión de 1978)
Dallas es una serie de televisión estadounidense desarrollada a lo largo de 397 episodios de 45 minutos, un episodio de 70 minutos, dos telefilmes de 90 minutos y otro de 135 minutos. Fue creada por David Jacobs y emitida entre el 2 de abril de 1978 y el 3 de mayo de 1991 en la cadena CBS, y producida por Lorimar Television. 
El primer país hispanohablante donde se transmitió y de donde proviene el doblaje para toda Hispanoamérica fue México en 1979 y durante casi toda la década de los 80 por canal 5. En Argentina se emitió por primera vez en Canal 9, y luego, con la llegada de la televisión por cable, fue reemitida por el canal Tele Uno, a comienzos de la década de 1990. En Chile se exhibió por primera vez en Televisión Nacional de Chile. En España, la serie se emitió por TVE entre 1979 y 1982, pasando luego a las cadenas autonómicas integradas en la FORTA. En Venezuela se transmitió a inicios de los años 80 por Venezolana de Televisión y luego en 1994 en reposición a través de RCTV.

## Sinopsis
La serie como en el libro escrito por Burt Hirschfeld (Los hombres de Dallas) cuenta las turbulentas relaciones de los Ewing, una familia multimillonaria, poderosa y muy influyente en el estado de Texas, teniendo como escenario principal el negocio del petróleo en la empresa familiar Ewing Oil, y en segundo plano el ganadero a través de su rancho Southfork, en el cual la familia vivía, cercano a la ciudad de Dallas (Texas, Estados Unidos). Fue una de las series más vendidas a todo el mundo y doblada para su emisión en muchísimos países, consagrándose como una de las series dramáticas de mayor duración, llegando a alcanzar las 14 temporadas. De sus personajes, el más popular sin dudas fue J.R. Ewing (interpretado por Larry Hagman), el hijo mayor mujeriego y sin escrúpulos, con un matrimonio completamente infeliz, y caracterizado por la avaricia y el ansia de poder y dinero, en medio de los negocios más turbulentos que lo enfrentaban a toda la familia.

## Situación en la que surgióDallas

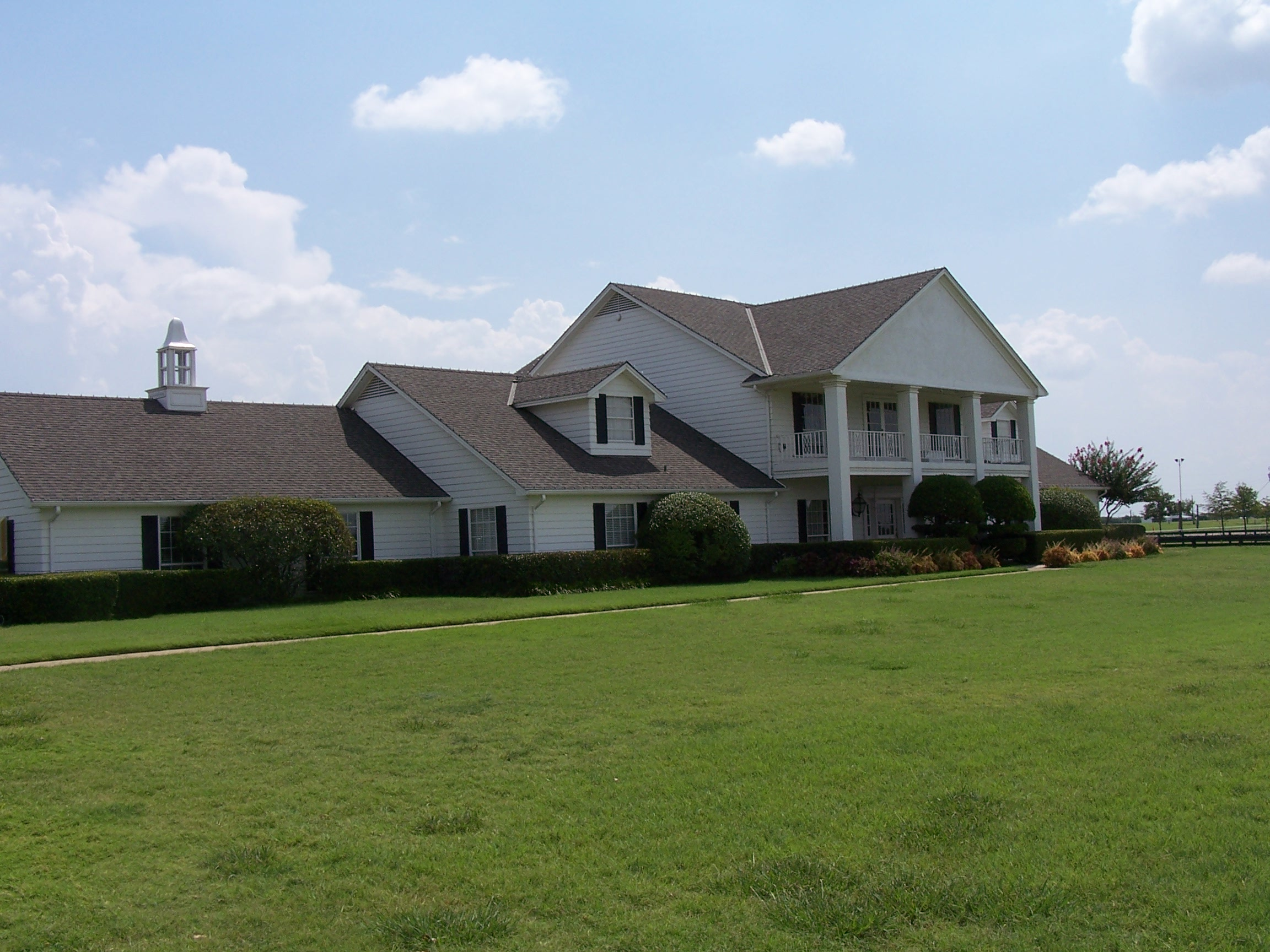
Fachada de la mansión South Fork, residencia de los Ewing.

Desde que la televisión se asentó en la mayoría de los hogares occidentales, allá por la década de 1950 en Estados Unidos e Inglaterra y algo después en el resto, las series fueron ganándose las preferencias de un amplio sector de público. Inicialmente, los protagonistas de estas series eran detectives, doctores o abogados de conducta modélica, o bien familias, casi siempre numerosas, que luchaban por salir adelante en un medio rural o urbano, simbolizando el conocido way of life estadounidense.
Con el paso del tiempo, tanto las familias como los héroes televisivos, empezaron a evolucionar, revelándose menos perfectos y más normales, con todo lo que esta palabra implica. El drama se convirtió en melodrama, y las soap operas, seriales programados a la hora de la sobremesa, obtuvieron un éxito insospechado en EE. UU., especialmente entre el público femenino. Herederas directas de las Woman´s Pictures (películas de mujeres) que en los años 1930 y 1940 protagonizaron actrices como Bette Davis y Joan Crawford, sus características esenciales eran un elevado número de episodios (se emiten a diario), una gran cantidad de personajes y unos argumentos tan complicados como masivamente aceptados.
A finales de la década de 1970, hizo su aparición un nuevo subgénero, entre los numerosos shows musicales, series policíacas y comedias de situación, llegando a conquistar al público de todo el mundo: se trataba de las super soaps, telefilmes melodramáticos (en el mejor sentido de la palabra) cuyo presupuesto aumentaba a medida que pasaban los años, ya que iban dirigidos a un sector de audiencia mucho más amplio. Los humildes y bondadosos miembros de las familias de los años 1970, dieron paso a los corruptos personajes dominados por el poder y el sexo, que captaron la atención del público de los años 1980. Los sociólogos intentaron explicarse el porqué del éxito de estas series, aunque la respuesta era mucho más sencilla de lo que imaginaban. No dejaba de ser paradójico que este género cautivara a una sociedad en crisis, especialmente Europa, como si, de esa manera, viendo a un grupo de millonarios destruyéndose entre sí, la gente con problemas hallase algún tipo de consuelo a sus propios conflictos. 
La fórmula de Dallas, la serie que abrió brecha, se repitió hasta la saciedad en los años siguientes: la historia paralela de varias familias cuyos miembros no eran precisamente ejemplares, y en las que los buenos constituían una excepción. Con un reparto que reunía a veteranos secundarios por un lado, y a jóvenes con cierta experiencia por otro, lo que convirtió a Dallas en un éxito fue, básicamente, la estructura narrativa: una serie de tramas entrelazadas que formaban una historia cuyo argumento giraba en torno a una familia tejana, los Ewing, millonarios en petróleo y ganado. También se evoca la magnificencia de Gigante (1956), la película en la que actuaron Elizabeth Taylor, Rock Hudson y James Dean con temas similares: mucho petróleo, ganado, dinero, poder e igualmente problemas familiares.
Los efectos de la serie no solo se manifestaron en ello. Cuando se implantó la Perestroika en la URSS, se exhibió esta serie en la televisión de dicho país. El estilo de vida opulento que se mostraba abrió el apetito de muchos, que cuestionaron los valores tradicionales del comunismo, iniciándose un rápido proceso de descomposición que tuvo como final la caída de los socialismos reales en Europa Oriental y el colapso y posterior desintegración de la Unión Soviética.

## Los comienzos de la serie
A principios de 1978, el director y guionista David Jacobs tuvo idea de poner en marcha la serie mientras veía en TV la película Secretos de un matrimonio de Ingmar Bergman, donde una difícil relación de pareja era analizada en profundidad por el director sueco, considerado como uno de los más herméticos del cine europeo. Jacobs tuvo la original ocurrencia de plantear este mismo tema en un ambiente típicamente USA y extenderlo a varias parejas de forma simultánea, lo que permitiría un análisis más completo... y más rentable. 
Pero la CBS, la cadena que le encomendó el proyecto, le pidió algo más espectacular, estilo saga. Su idea inicial se acabaría convirtiendo luego en Knots Landing, la serie paralela a Dallas. Así que imaginó en principio que la serie podía situarse en el mundo de las altas finanzas de Nueva York, pero se consideró que la ciudad de los rascacielos había sido ya muy frecuentada en el cine. Ganado y pozos petrolíferos, en cambio, constituían un elemento nuevo y a la vez real, ya que Texas había sido uno de los estados que conoció un desarrollo económico más vertiginoso en los años 1970.
El siguiente paso fue contactar con una productora que estuviera dispuesta a llevar a buen término el proyecto. Lorimar accedió a ello, pues tenía en su haber diversos éxitos con series como Family o Eight is Enough (Con ocho basta), de temática opuesta a la de Dallas
Rodada inicialmente como una etapa-piloto o miniserie en 5 partes, el 2 de abril de 1978 se emitía el primer episodio, La hija de Digger (Digger´s Daughter). El secreto de su inesperado éxito consistía en unos brillantes guiones y un ajustado reparto. Los papeles de los patriarcas estaban destinados desde el comienzo a Barbara Bel Geddes, notable actriz con una gran experiencia teatral, y a Jim Davis, un viejo actor de reparto de incontables westerns que nunca había tenido oportunidad de sobresalir.
El papel central de la serie, que alcanzaría una mítica popularidad, fue a parar a Larry Hagman, actor entonces cincuentón, hijo de la estrella teatral Mary Martin que no consiguió triunfar en sus incursiones cinematográficas y televisivas. Su único éxito relativo lo había obtenido en los 60 con la serie Mi bella genio (I Dream Of Jeannie) que protagonizó junto a Barbara Eden. Hagman no hubiera imaginado jamás que un papel de esas características (un malo sin paliativos) le iba a convertir en el actor más popular y mejor pagado de la historia de la TV norteamericana. La persona que lo convenció para que aceptara el rol de John Ross II "J.R." Ewing, un hombre adúltero y sin escrúpulos, fue precisamente su esposa Maj.
Los demás papeles se repartieron mediante diversas pruebas realizadas por Lorimar. Un papel de transexual en una comedia sirvió para que los productores se fijaran en Linda Gray y la convocaran para una prueba, que consistía en decir 4 líneas y llorar. Y por lo visto, resultó tan convincente, que el rol de Sue Ellen Shepard Ewing Lockwood, la esposa de J.R., pasó a ser interpretado por ella. En cuanto al personaje de Pamela Jean "Pam" Barnes Ewing, el productor ejecutivo Philip Capice y la directora de reparto Irene Mariano, no dudaron en elegir a Victoria Principal cuando la vieron nadar en seco tras decir su diálogo, tal como especificaba el guion. 
Esa escena pertenecía al primer episodio y junto a Victoria, actuaría Steve Kanaly, quien por su lado se presentó en el plató vestido de capataz. De este modo, consiguió el papel de Raymond "Ray" Ewing Krebbs, el capataz del rancho donde vivían los protagonistas, aunque optaba a cualquiera de los papeles masculinos del reparto. El personaje de la rebelde Lucy Ann Ewing Cooper fue asignado a la vital Charlene Tilton, y Patrick Duffy completaba el elenco de la serie en su 1ª temporada, como Robert "Bobby" James Ewing.
Aunque fue algo que durante mucho tiempo se mantuvo en secreto, el último episodio de los 5 que conformaban la etapa-piloto, finalizaba con la muerte de Bobby, que dejaba sola a Pamela en su lucha contra J.R. Por ironías del destino, el menor de los Ewing fallecería 7 años después a petición de su intérprete... y, un año más tarde, volvería a la vida, por expreso deseo de los espectadores, demostrándose así que era el público quien regía los destinos de sus héroes televisivos.
Sin embargo, en aquel lejano 1978, David Jacobs fue persuadido para eliminar del guion aquella primera tragedia que, como luego se vio, no hubiera proporcionado larga vida a la serie, precisamente. Ken Kercheval (Clifford "Cliff" Barnes) pasó a formar parte del grupo protagonista en la 2ª etapa, tras aparecer como “also starring” en la 1ª. A partir de entonces, los productores contratarían a un extenso número de actores para reforzar el reparto. De este modo, se sucedieron los fichajes de desconocidas bellezas como Mary Crosby (Kristin Shepard), Audrey Landers (Afton Cooper), Morgan Brittanny (Katherine Wentworth) o Sheree J. Wilson (April Stevens Ewing).
La 4ª etapa registró una baja: Jim Davis, el patriarcal John Ross "Jock" Ewing, había fallecido antes de concluir el rodaje del anterior bloque de episodios. Para cubrir el vacío dejado por este actor, fue contratado como personaje fijo Howard Keel como Clayton Farlow, 2º esposo de Eleanor "Miss Ellie" Southworth Ewing Farlow. Al mismo tiempo, Susan Howard, intérprete de la futura esposa del capataz, fue considerada protagonista en esa misma etapa. 
Actores como Jared Martin, Leigh McCloskey, Timothy Patrick Murphy, John Beck, Christopher Atkins, Dack Rambo y Sasha Mitchell hicieron su intervención más o menos extensa, según el caso, como atractivo adicional para el público femenino. Otros papeles fueron interpretados por actrices ya conocidas en EE. UU.: Susan Flannery, Joanna Cassidy, Priscilla Pointer, Lois Chiles, Bárbara Carrera, Leigh Taylor-Young, Lesley-Anne Down o Barbara Eden. 
Ocasionalmente se recurrió a estrellas como Alexis Smith y Donna Reed, mientras que, otras veces, las elegidas eran ya famosas por su vida sentimental (Priscilla Presley, viuda de Elvis Presley) o por haber ganado concursos de belleza (Deborah Shelton, Jenilee Harrison y Karen Kopins, entre otras).
Junto al heterogéneo grupo formado por los actores de Dallas, mencionaremos a aquellos que rehusaron participar en la serie, como Robert Foxworth (que luego aceptaría un papel principal en Falcon Crest), o bien abandonaron sus personajes (como Colleen Camp, Morgan Fairchild, Francine Tacker, David Ackroyd y David Wayne). A consecuencia de tantas deserciones, los productores se vieron obligados a buscar sustitutos con demasiada frecuencia. Entre los artistas que, supuestamente, rechazaron papeles en Dallas, destacaremos a Madonna, Warren Beatty, Nastassja Kinski, Dorothy Malone, Lori Singer y Ryan O'Neal. Todos ellos prefirieron continuar con sus carreras en cine o TV.
De los 5 episodios de que iba a constar inicialmente, se pasó a 13 y luego a 29, finalizando la 1ª temporada. En marzo de 1982 se emitió el episodio n.º 100, y en noviembre del 85, se registraba la asombrosa cifra de 200 capítulos, hasta superar de largo los 300. Hay algo que para los productores estaba siempre fuera de discusión: Larry Hagman debía quedarse en la serie, ya que su personaje J.R. era el símbolo de Dallas, con su sombrero tejano y su ambivalente sonrisa. 

### Árbol familiar
John Ross "Jock" Ewing, Sr.
Eleanor "Miss Ellie" Southworth Ewing Farlow
John Ross "J.R." Ewing, Jr.
Sue Ellen Shepard Ewing
Garrison Arthur "Gary" Ewing
Valene Clements Ewing
Bobby James Ewing
Pamela Jean Barnes Ewing
John Ross Ewing III
Lucy Ewing
Betsy Ewing
Betsy Ewing
Molly Ewing
Christopher Ewing (adoptado)

## Reparto

### Reparto original
| Actor              | Personaje                                                           |
| ------------------ | ------------------------------------------------------------------- |
| Larry Hagman       | John Ross II "J.R." Ewing                                           |
| Patrick Duffy      | Robert "Bobby" James Ewing (1978-1985, 1986-1991)                   |
| Linda Gray         | Sue Ellen Shepard Ewing Lockwood (1978-1989)                        |
| Ken Kercheval      | Clifford "Cliff" Barnes                                             |
| Victoria Principal | Pamela Jean "Pam" Barnes Ewing (1978-1987)                          |
| Barbara Bel Geddes | Eleanor "Miss Ellie" Southworth Ewing Farlow (1978-1984, 1985-1990) |
| Donna Reed         | Eleanor "Miss Ellie" Southworth Ewing Farlow (1984-1985)            |
| Jim Davis          | John Ross "Jock" Ewing (1978-1981)                                  |
| Steve Kanaly       | Raymond "Ray" Ewing Krebbs (1978-1988)                              |
| Charlene Tilton    | Lucy Ann Ewing Cooper (1978-1985, 1988-1990)                        |

### Reparto adicional
| Actor             | Personaje                                            |
| ----------------- | ---------------------------------------------------- |
| Howard Keel       | Clayton Farlow (1981-1991)                           |
| Susan Howard      | Donna Culver Krebbs Dowling (1979-1987)              |
| Morgan Fairchild  | Jenna Wade (1978)                                    |
| Francine Tacker   | Jenna Wade (1980)                                    |
| Priscilla Presley | Jenna Wade (1983-1988)                               |
| Sheree J. Wilson  | April Stevens Ewing (1986-1991)                      |
| Dack Rambo        | Jack Ewing (1985-1987)                               |
| Cathy Podewell    | Calpurnia Elizabeth "Cally" Harper Ewing (1988-1991) |
| Sasha Mitchell    | James Richard Beaumont (1989-1991)                   |
| George Kennedy    | Carter McKay (1988-1991)                             |
| Lesley-Anne Down  | Stephanie Rogers (1990)                              |
| Kimberly Foster   | Michelle Stevens Beaumont Barnes (1989-1991)         |
| Barbara Stock     | Liz Adams (1990-1991)                                |

### Personajes secundarios importantes
| Actor                  | Personaje                                                         |
| ---------------------- | ----------------------------------------------------------------- |
| Gene Evans             | Garrison Southworth (1979)                                        |
| Mary Crosby            | Kristin Shepard (1979-1981, 1991)                                 |
| Colleen Camp           | Kristin Shepard (1979)                                            |
| Ted Shackelford        | Garrison Arthur "Gary" Ewing (1979, 1980, 1981, 1982, 1985, 1991) |
| David Ackroyd          | Garrison Arthur "Gary" Ewing (1978)                               |
| Joan Van Ark           | Valene "Val" Clements Ewing (1978, 1979, 1980, 1981, 1991)        |
| David Wayne            | Willard "Digger" Barnes (1978)                                    |
| Keenan Wynn            | Willard "Digger" Barnes (1979-1980)                               |
| Tina Louise            | Julie Grey (1978, 1979)                                           |
| John Ashton            | Willie Joe Garr (1978-1979)                                       |
| Don Starr              | Jordan Lee (1979-1990)                                            |
| Fern Fitzgerald        | Marilee Stone (1979-1990)                                         |
| Barbara Babcock        | Liz Craig (1978-1982)                                             |
| George O. Petrie       | Harv Smithfield (1979-1991)                                       |
| Tom Fuccello           | Senador Dave Culver (1979-1982, 1987, 1990)                       |
| Jared Martin           | Steven "Dusty" Farlow (1979-1982, 1985, 1991)                     |
| Randolph Powell        | Alan Beam (1979-1980)                                             |
| Martha Scott           | Patricia Shepard (1979 and 1985)                                  |
| Leigh McCloskey        | Mitch Cooper (1980-1982, 1985, 1988)                              |
| Morgan Woodward        | Punk Anderson (1980-1987)                                         |
| Joanna Cassidy         | Sally Bullock (1980-1981)                                         |
| Morgan Brittany        | Katherine Wentworth (1981-1984, 1985, 1987)                       |
| Priscilla Pointer      | Rebecca Blake Barnes Wentworth (1981-1983)                        |
| William Smithers       | Jeremy Wendell (1981, 1984-1989)                                  |
| Audrey Landers         | Afton Cooper (1981-1984, 1989)                                    |
| Susan Flannery         | Leslie Stewart (1981)                                             |
| Deborah Rennard        | Sylvia "Sly" Lovegren (1981-1991)                                 |
| Deborah Tranelli       | Phyllis Wapner (1981-1991)                                        |
| Sherill Lynn Rettino   | Jackie Dugan (1979-1991)                                          |
| Alice Hirson           | Mavis Anderson (1982-1988)                                        |
| Lois Chiles            | Holly Harwood (1982-1983)                                         |
| Timothy Patrick Murphy | Mickey Trotter (1982-1983)                                        |
| John Beck              | Mark Graison (1983-1984, 1985-1986)                               |
| Christopher Atkins     | Peter Richards (1983-1984)                                        |
| Omri Katz              | John Ross Ewing III (1983-1991)                                   |
| Shalane McCall         | Charlie Wade (1983-1988)                                          |
| Alexis Smith           | Lady Jessica Farlow Montford (1984, 1990)                         |
| Daniel Pilon           | Renaldo Marchetta (1984-1985)                                     |
| Jenilee Harrison       | Jamie Ewing Barnes (1984-1986)                                    |
| Deborah Shelton        | Mandy Winger (1984-1987)                                          |
| Eric Farlow            | Christopher Ewing (1981-1985)                                     |
| Joshua Harris          | Christopher Ewing (1985-1991)                                     |
| Bárbara Carrera        | Angelica Nero (1985-1986)                                         |
| Steve Forrest          | Ben Stivers/Wes Parmalee (1986)                                   |
| Jack Scalia            | Nicholas Pearce (1987-1988, 1991)                                 |
| Andrew Stevens         | Casey Denault (1987-1989)                                         |
| Leigh Taylor-Young     | Kimberly Cryder (1987-1988)                                       |
| Beth Toussaint         | Tracy McKay Lawton (1988-1989)                                    |
| J. Eddie Peck          | Tommy McKay (1989)                                                |
| Jeri Gaile             | Rose Daniels McKay (1989-1991)                                    |
| Ian McShane            | Don Lockwood (1989)                                               |
| Gayle Hunnicutt        | Vanessa Beaumont (1989-1991)                                      |
| Susan Lucci            | Sheila Foley (1990-1991)                                          |
| Barbara Eden           | LeeAnn de La Vega (1990-1991)                                     |

## DVD
2007, Warner Home Video ha puesto a la venta las primeras siete temporadas de Dallas en DVD en región 1. El "box" de las siete temporadas va a ser lanzado para región 2 el 17 de septiembre.
|  | DVD Temporada    | Temporada Actual        | Ep # | Región 1            | Región 2                 |
|  | ---------------- | ----------------------- | ---- | ------------------- | ------------------------ |
|  | Temporadas 1 & 2 | Miniserie & Temporada 1 | 29   | 8 de agosto de 2004 | 1 de noviembre de 2004   |
|  | Temporada 3      | Temporada 2             | 25   | 9 de agosto de 2005 | 26 de septiembre de 2005 |
|  | Temporada 4      | Temporada 3             | 23   | 24 de enero de 2006 | 22 de mayo de 2006       |
|  | Temporada 5      | Temporada 4             | 26   | 1 de agosto de 2006 | 17 de noviembre de 2006  |
|  | Temporada 6      | Temporada 5             | 28   | 30 de enero de 2007 | 19 de febrero de 2007    |
|  | Temporada 7      | Temporada 6             | 30   | 31 de julio de 2007 | 17 de septiembre de 2007 |
|  | Temporada 8      | Temporada 7             | 30   | Invierno 2007 [TBC] | TBA                      |

La primera y segunda temporadas es un "set" de cinco DVD de doble lado, que contiene los 5 episodios de la miniserie y los 24 episodios de la primera temporada. El box de la región 1 incluye una reunión especial de "Dallas" en el programa "Soap Talk". Además los episodios: La hija de Digger, Barbacóa y las dos partes de Reunión tienen comentarios de Larry Hagman, Charlene Tilton y David Jacobs.
La tercera temporada tiene también cinco DVD de doble lado, los cuales contienen los 25 episodios de la segunda temporada. Incluye comentarios de Patrick Duffy y Linda Gray en el episodio Una Familia Dividida. Además incluye un documental especial: ¿Quién le Disparó a J. R.?: El fenómeno de Dallas.
La cuarta temporada tiene cuatro DVD de doble lado, que contiene los 23 episodios de la temporada. Incluye una reunión especial de los actores en el 2004: Reunión de Dallas: El regreso a Southfork, el cual salió al aire en CBS el 7 de noviembre de 2004.
La quinta temporada tiene cinco DVD de doble lado, los cuales contiene los 26 episodios de la temporada. Además incluye un documental llamado: Una Marca Viviente: Un recorrido por el verdadero rancho de Southfork.
La sexta temporada contiene cinco DVD de doble lado, con los 28 episodios de la temporada, además contiene un documental sobre el legado de Dallas: antes y después. 
La séptima temporada contiene cinco DVD de doble lado, los cuales poseen los 30 episodios de la temporada, incluye la historia detrás de La música de Dallas.
La octava temporada tendrá cinco DVD de doble lado con los 30 episodios de la misma, los especiales que contenga el box, aún están por anunciarse.
Las temporadas 9 a la 14 están planeadas a lanzarse pronto, debido a la alta demanda de la serie.

## 2008: reencuentro en Southfork
En 2008, muchos de los actores más conocidos de Dallas se reencontraron en el rancho South Fork para festejar el 30.º aniversario de la serie; entre ellos, Larry Hagman, Linda Gray y Charlene Tilton. Las ausencias de varios actores se debieron en casi todos los casos a que ya habían fallecido. Victoria Principal no acudió alegando ocupaciones profesionales, pero se rumoreó que rehusó la invitación por antiguas desavenencias con parte del equipo.

## 2012:Nueva temporada
A finales de 2011 a 20 años de haber concluido la serie original, se comenzó a grabar episodios para una continuación de la misma. No es una nueva versión, sino una continuación en la que incluso trabajan varios de los actores originales. Esta serie fue producida por TNT una compañía menor pero vinculada a la Warner Bros. Junto a varios de los actores originales, como Larry Hagman, Patrick Duffy, Linda Gray, Ken Kercheval, Steve Kanaly y Charlene Tilton, aparecieron actores jóvenes que son la nueva generación de los Ewing. Todo el trabajo de filmación se desarrolló en la ciudad de Dallas, y en las locaciones tradicionales como el rancho Southfork, tal como la serie original. Originalmente se crearon 10 episodios para ver cómo evolucionaba en términos de audiencia, y comenzó  a emitirse su primera temporada en junio de 2012 , sin embargo fue cancelada en su tercera temporada en octubre de 2014 al no recibír la misma audiencia exitosa que recibió un día su antecesora serie original.

## Curiosidades
- El reportero deportivo chileno Juan Ramón Cid es apodado J.R. como un guiño al personaje principal de la serie.

- Datos: Q168708